# إدوارد غينت
السير جيرالد إدوارد جيمس غينت (بالإنجليزية: Edward Gent)‏ (28 أكتوبر 1895 – 4 يوليو 1948) هو أول حاكم معين من طرف بريطانيا للاتحاد المالايوي، في ماليزيا حاليا. كان أحد القادة في الطوارئ المالايوية.